# Klaas komt
"Klaas komt" was een voorspelling van de aan provo gelieerde anti-rookmagiër Robert Jasper Grootveld. De kreet verscheen in Amsterdam op allerlei muren, zonder dat duidelijk werd wie daarachter zat.
De voorspelling gaf het gevoel weer dat de tijden zouden veranderen. Grootveld, die volgens eigen zeggen vanaf zijn derde jaar in de ban was van Sinterklaas, doelde op de goedheiligman en gebruikte de zin als metafoor voor de blijde spanning die kinderen voelen als de Sint in het land is.
Toen later Beatrix zich met Claus (= Klaas) verloofde, leek het ineens een voorspelling die veel breder was dan menigeen had verwacht.

## Variaties

### Klaas kwam niet
In NieuwsNet van 30 juni 1979 publiceerde W.F. Hermans een artikel onder de titel Klaas kwam niet. Hermans gebruikte de titel ook voor een bundel van artikelen die in 1983 verscheen.

### "Zwarte Klaas Komt"
Vanaf 2014 kwam uit de discussie rond Zwarte Piet een nieuw burgerinitiatief voort, die de jaarlijkse intocht van Sinterklaas in Amsterdam aangreep voor een alternatieve "Intocht van Zwarte Klaas". Hier kon iedereen zich verkleden als een midwinterfiguur; heidens, christelijk of anderszins ("alle mogelijke wezens van de nacht, zolang het maar wegblijft bij karikaturen van andere culturen"). Dit greep onder andere terug op de 19e-eeuwse traditie van Zwarte Klazen die op diverse plekken in Nederland (Amsterdam, Friesland, de Veluwe) begin december de straten onveilig maakten met het bonzen op ramen en deuren en het geraas van schoorsteenkettingen op straatstenen. Geïnspireerd op de manier waarop de anti-rookmagiër bij Het Lieverdje zijn eigen antikoloniale Zwarte Piet-figuur creëerde, werd de kreet gelanceerd: "Zwarte Klaas Komt!"